# Битва при Карсе (1745)
Битва при Карсе − сражение между османскими и персидскими войсками в районе города Карса, последнее в рамках Турецко-персидской войны (1743—1746). Сражение привело к полному уничтожению османской армии и стало последним из великих военных триумфов Надир-шаха. Оно длилось десять дней: в первый день турки бежали с поля боя, а в остальные дни персы окружали и уничтожали группы бегущих солдат противника. Тяжесть поражения, в сочетании с разгромом при Мосуле, уничтожила и надежды Стамбула на итоговый успех в войне: туркам пришлось инициировать мирные переговоры.

## Предыстория
Во время последней карательной экспедиции Надир-шаха в Дагестане персидская армия опустошила Дагестан, сровняв с землей большое количество населенных пунктов и истребив значительную часть населения региона. 14 июня 1745 года шах вернулся в Дербент и оставался там в течение нескольких месяцев, прежде чем отправиться на юг. Его здоровье все ухудшалось, и его несли на носилках, сделав остановку в Ереване.
Придворные врачи смогли поправить здоровье Надир-шаха. Он получил известие, что две больших османских армии направлялись на восток к его границам. Одна отправился к Карсу, другая — к Мосулу. Шах немедленно перешел в наступление и разделил свои силы на две части: сын шаха Насролла-мирза получил большой компонент для разгрома турок под Мосулом, а вторую армию, направлявшуюся на защиту Карса, Надир-шах возглавил лично.

## Битва
Армия Надир-шаха проходила на запад мимо Еревана, когда пришли новости о прибытии турецкой армии под командованием Йегена Мехмеда-паши к Карсу. Шах продолжил движение и расположил армию лагерем на холме близ Егварда. На этот же холме Надир-шах обустраивал свой лагерь 10 лет назад, когда он разбил османскую армию в битве при Егварде. Еген-паша продвинулся к персидской армии на расстояние в 10-12 км и приказал своим людям строить обширные укрепление вокруг своего лагеря.

### Первый день битвы
9 августа османы приступили к развертыванию 40,000 янычарской пехоты и 100,000 кавалеристов-сипахов на «европейский манер», с колоннами пехоты в центре, артиллерийскими батареями между этими колоннами и конницей в двух корпусах рядом друг с другом. Надир-шах приказал своим стрелкам расположиться против центра противника и вести стрельбу, прикрывая атаку пехотинцев.
В отличие от многих других сражений Надир-шаха, в этот раз он командовал войсками из своего лагеря, посылая гонцов с приказами. К обеду гонец привез шаху отчет, в котором указывалось, что персидские войска никак не сломят сопротивление турок. Тогда Надир-шах приказал надеть на него доспехи и приготовить коня.
Надир-шах возглавил атаку 40,000 элитных всадников («Всадников Хорасана»), которые до того момента оставались в резерве. Об ожесточенности завязавшегося боя свидетельствует тот факт, что под Надир-шахом пали два коня, и все-таки османская армия не смогла сдержать фланговый кавалерийский удар персов и обратилась в бегство. Контингент турецких анатолийских войск из Малой Азии, (15,000 человек) побежал первым, приведя османскую армию в замешательство. Персидская армия организовала погоню и преследовала противника до сумерек, а затем вернулась в свой лагерь.

### Окружение османов
На следующий день Надир-шах послал один полк, чтобы предотвратить отступление турок у Карсу. Персидская армия начала окружать османский лагерь. Последовало несколько стычек, но все попытки турок взломать кольцо окружения провалились. Йеген Мехмед-паша попытался начать контратаку и дал залп из артиллерии. Персидские артиллерийские батареи были развернуты против османских, и завязалась перестрелка, в которой османские пушки уступали по точности и скорости стрельбы. Многие из артиллерийских орудий Йеген-паши разорвались от перегрева, их части были разбросаны по всему полю. Это деморализующе воздействовало на османов, в лагере вспыхнул мятеж. Поток дезертиров направился к персидскому лагерю. В темноте османская армии бросила свои укрепления и двинулась на запад, но персидская армия немедленно начала погоню, догнала и окружили их снова.
19 августа Надир-шах получил письмо от сына о результатах битвы при Мосуле. Насролла-мирза разгромил османскую армию и запросил разрешения шаха на вторжение вглубь османской Месопотамии. Надир-шах переслал это письмо в лагерь Йеген-паши в попытке убедить его в бесполезности дальнейшего сопротивления. Однако как только персидские эмиссары вошли в лагерь, они обнаружили, что османские войска подняли мятеж, а Йеген-паша был либо убит мятежниками, либо покончил с собой, что и стало предпосылкой мятежа. Часть османов вырвалась из лагеря и в отчаянии бросилась бежать, но персы догнали их и безжалостно истребили.

## Потери

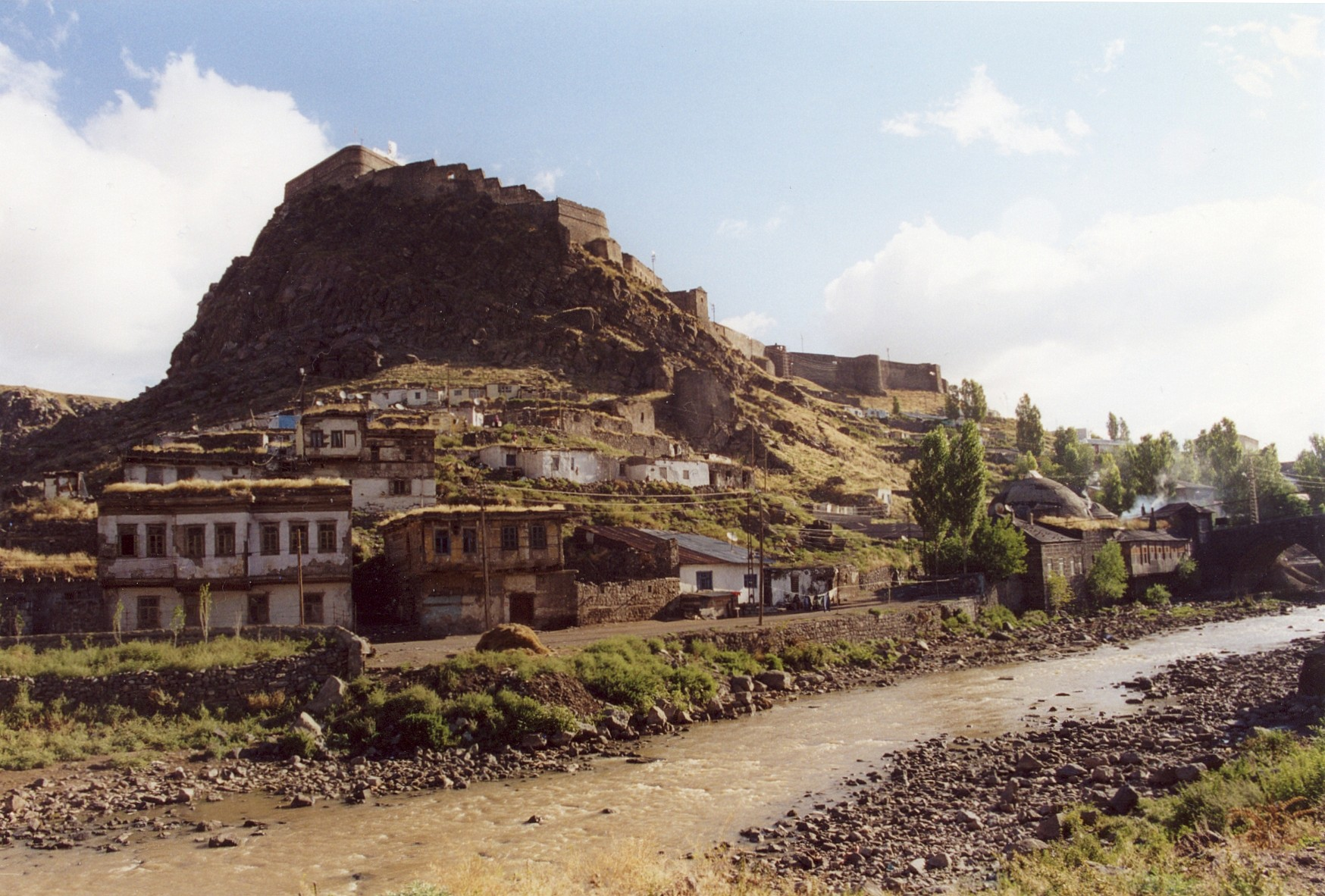
Цитадель Карса.

Страшная судьба османской армии убила всякую надежду турок на военную победу. Большое количество убитых и раненых с обеих сторон указывает на ожесточенность борьбы, а также мужество и стойкость османских солдат. 8000 жертв с персидской стороны пришлись на первый день битвы, в последующие дни персы почти не понесли потерь, в то время как турецкие потери продолжали расти в геометрической прогрессии.
Оценки потерь варьируются от 28 до 50 000 человек в общей сложности. Наиболее правдоподобные сведения указывают на 12 000 убитых, 18 000 раненых и 5 000 пленных с турецкой стороны. Надир-шах позволил всем раненым солдатам, которые были захвачены в плен, вернуться в Карс, где они могли найти помощь.